# Krinkeldijk

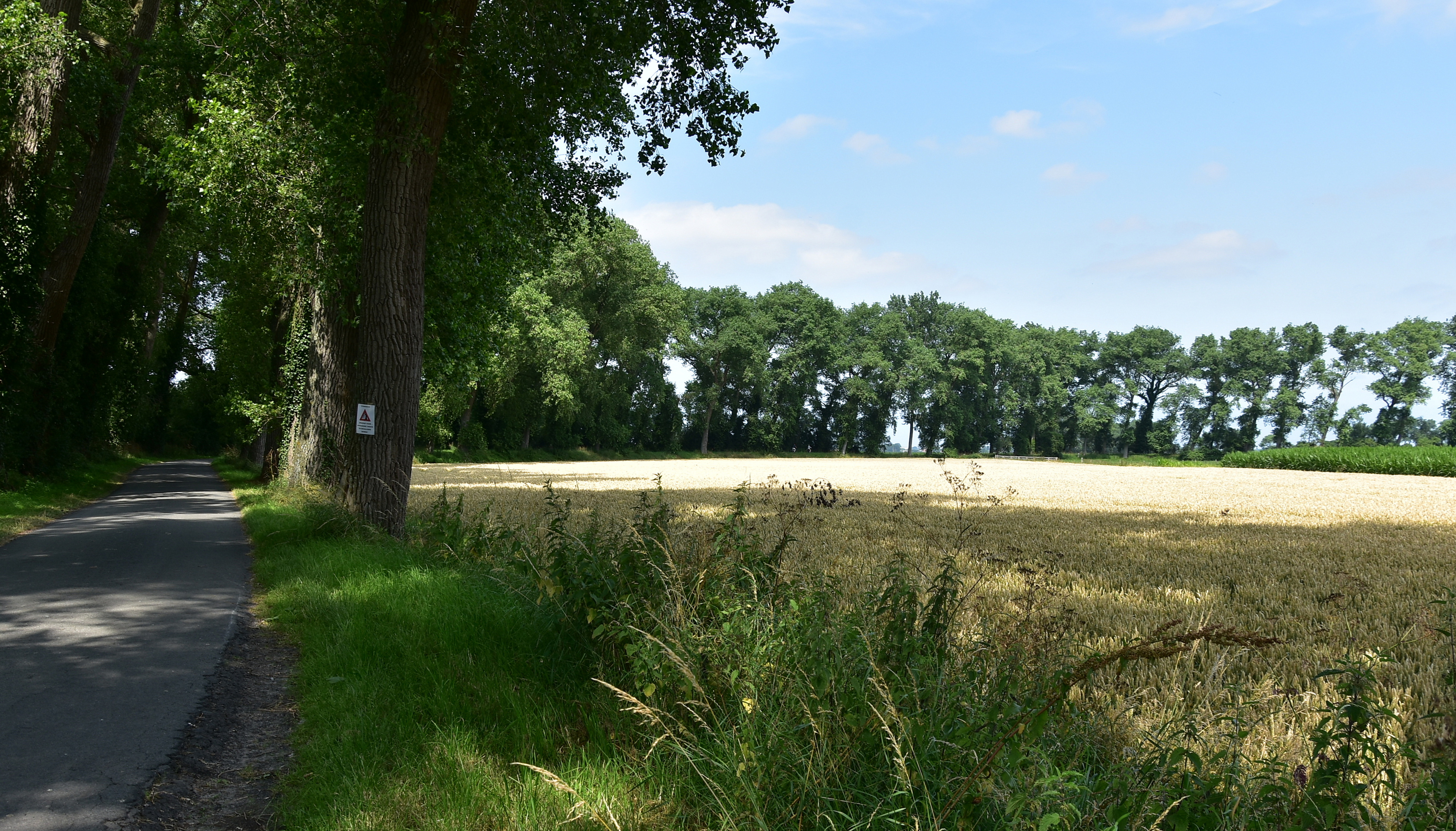
Krinkeldijk te Oostkerke met in de middeleeuwen links van de dijk Monnikerede en rechts het Zwin

De Krinkeldijk is een weg en oude zeedijk in de West-Vlaamse gemeente Damme, welke tegenwoordig loopt van Hoeke naar Oostkerke.

## Geschiedenis
De Krinkeldijk is een onderdeel van een in de 11e eeuw aangelegde ringdijk. Deze dijk begon in Uitkerke waar ze aansloot op de Gentele en de Oostdijk. Dan liep ze langs Heist, Westkapelle (Kalvekeetdijk) en Hoeke naar Oostkerke. Mogelijk werd ze omstreeks 1170 nog verlengd tot Koolkerke. De bedoeling van deze dijken was om het land ten noorden van Brugge tegen de zee te beschermen. Het Sincfal viel buiten de bedijking en hier werd in 1132 het Zwin gevormd, wat uiteindelijk een vaarweg opleverde die de streek, en vooral Brugge, grote bloei zou bezorgen.

## Heden
De huidige (2018) Krinkeldijk is een landschappelijk waardevolle weg met een grillig bochtenpatroon die van Hoeke naar Oostkerke loopt. De Krinkeldijk loopt tegenwoordig min of meer parallel aan de Damse Vaart. Bij Hoeke is de Krinkeldijk afgesneden door de huidige dorpskern, de Natiënlaan en de Damse Vaart. Vroeger liep hier de Hoogstraete, de centrale straat in het eens welvarende handelsstadje, waaraan de belangrijke gebouwen stonden.
Langs de Krinkeldijk bevinden zich twee historische boerderijen: De Kapelhoeve (nummer 2) en de hoeve Ter Zompelinge (nummer 9). Ten noorden van de Krinkeldijk verloopt de Vuile Vaart, parallel aan de dijk.